# Ecuadori galambocska
Az ecuadori galambocska (Columbina buckleyi) a madarak osztályának galambalakúak (Columbiformes) rendjéhez és a galambfélék (Columbidae) családjához tartozó faj.

## Előfordulása
Ecuador, Kolumbia és Peru területén honos.

## Alfajai
- Columbina buckleyi buckleyi (P. L. Sclater & Salvin, 1877)
- Columbina buckleyi dorsti (Koepcke, 1962)